# قایه‌لی (بردع)
قایه‌لی (به لاتین: Qayalı) یک منطقه مسکونی در جمهوری آذربایجان است که در شهرستان بردع واقع شده‌است. قایه‌لی ۳۳۳ نفر جمعیت دارد.